# Filimanus similis
Filimanus similis és una espècie de peix pertanyent a la família dels polinèmids.

## Descripció
- Pot arribar a fer 13 cm de llargària màxima.
- És de color marró a la part superior i daurat o platejat a la inferior.
- 11-13 radis tous a l'aleta dorsal i 10-12 a l'anal.
- 7 filaments pectorals, els quals no arriben al punt mitjà de l'aleta anal.
- Musell punxegut.[5][6]

## Hàbitat
És un peix marí, demersal i de clima tropical (26°N-5°N, 64°E-100°E).

## Distribució geogràfica
Es troba a l'Índic: des de la província del Sind (el Pakistan), Sri Lanka i les costes meridionals de l'Índia (incloent-hi les illes Lakshadweep) fins a la costa occidental de la península de Malaca.

## Observacions
És inofensiu per als humans.